# Manolo Badrena
Manolo Badrena (* 17. März 1952 in Santurce, Puerto Rico) ist ein puerto-ricanischer Perkussionist. Er war von 1976 bis 1977 Mitglied der Jazz- und Fusion-Band Weather Report.
Badrena wirkt vor allem beim Jazz und in lateinamerikanischer Musik. Außerdem arbeitete er an Veröffentlichungen von Pop und Weltmusik mit. Unter anderem arbeitete Manolo Badrena mit The Zawinul Syndicate, The Rolling Stones, Mezzoforte, Spyro Gyra, Art Blakey, Bill Evans, Ahmad Jamal, Laurie Anderson, Carla Bley, den Talking Heads, Blondie, Michael Franks, Chic, Eliane Elias und Dalia Faitelson.
Von 1981 bis 1990 gehörte er zur Formation Eyewitness des amerikanischen Gitarristen Steve Khan, mit dem er mehrere Alben aufgenommen hat. Mit dem Quartett von Ahmad Jamal war er seit 2010 mehrfach in Europa, wo Alben wie Ahmad Jamal Featuring Yusef Lateef Live und Marseille entstanden.
Derzeit lebt Badrena in Fairview im US-Bundesstaat New Jersey. Er ist Bandleader der Latin-Jazz-Band Trio Mundo.

## Diskographische Hinweise
- Manolo (A&M, 1979)
- Trio Mundo: Carnaval (Khaeon, 2002)
- Trio Mundo: Trio Mundo Rides Again (ZOHO, 2004)
- Steve Khan, Anthony Jackson, Dennis Chambers, Manolo Badrena, Marc Quinones, Bobby Allende: Parting Shot (Golpe De Partida) (ESC 2011)